# Alianza Unida de Sabah
La Alianza Unida de Sabah (en malayo: Gabungan Sabah Bersatu) es una coalición política de Malasia de ámbito estatal, formada por partidos del estado de Sabah. Fue fundado conjuntamente por el Partido Progresista de Sabah (SAPP) y el Partido Solidario de la Patria (STAR), tiempo después de que el primero abandonara el Barisan Nasional (Frente Nacional). El Partido del Amor de Sabah (PCS) también se unió a la coalición, pero se fue en 2017 debido a algunos desacuerdos. Más tarde, el Partido de la Esperanza Popular de Sabah (PHRS) y el Partido de la Unidad Popular de Sabah (PPRS) se unieron a la coalición.
En las elecciones federales de 2018 obtuvo 66.902, un 0.55% de los votos a nivel nacional, y un solo escaño, correspondiente al Partido Solidario de la Patria.